# 24139 Brianmcarthy
24139 Brianmcarthy là một tiểu hành tinh vành đai chính với chu kỳ quỹ đạo là 1246.9678764 ngày (3.41 năm).
Nó được phát hiện ngày 4 tháng 11 năm 1999.